# Balanops pancheri
Balanops pancheri är en tvåhjärtbladig växtart som beskrevs av Henri Ernest Baillon. Balanops pancheri ingår i släktet Balanops och familjen Balanopaceae. Inga underarter finns listade i Catalogue of Life.